# Північна зірка (фільм, 1996)
«Північна зірка» (англ. North Star) — американсько-французько-італійський пригодницький вестерн 1996 року.

## Сюжет
1899 рік, місто Ном на Алясці, часи «золотої лихоманки». Золотошукачі подають заявки на володіння земельними ділянками, але президент шахтарської асоціації, містер МакЛеннон, встановлює свої правила. Він відкликає назад всі заявки іноземців, створюючи в місті хвилю невдоволення. Мало того МакЛеннон поступово заволодіває найкращими ділянками, просто вбиваючи колишніх власників за допомогою найнятих головорізів. Гадсон Саантек індіанець напівкровка, подає заявку на землю під назвою «Північна зірка», для того, щоб зберегти священну печеру індіанців. Спроба МакЛеннона розправитися з Гадсоном закінчилася невдачею. І тепер користуючись своїми навичками мисливця і досвідом індіанців, він змушений протистояти банді МакЛеннона.

## У ролях
| Актор                    | Роль                    |
| ------------------------ | ----------------------- |
| Джеймс Каан              | Шон МакЛеннон           |
| Крістофер Ламберт        | Гадсон Саантек          |
| Кетрін МакКормак         | Сара                    |
| Берт Янг                 | Рено                    |
| Мортен Фальдаас          | Смайлі                  |
| Жак Франсуа              | полковник Генрі Джонсон |
| Мері М. Вокер            | Хайна                   |
| Ренні Гоалона Лорен      | Чілік                   |
| Френк Салседо            | Наккі                   |
| Дон Бекхерст             | індіанець               |
| Родді «Два орла» Рендалл | індіанець               |
| Рейдар Соренсен          | Бьорн Свенсон           |
| Педеа Торгет             | Джеспер                 |
| Гільде Груте             | Ханна                   |
| Джон Кесседі             | Джим Генсон             |
| Аудун Мелінг             | Раферті                 |
| Сверре Анкер Оусдаль     | Ліндберг                |
| Калле Обі                | бармен                  |
| Торгільс Мо              | Магнуссон               |
| Ніколас Гоуп             | шериф Ламонт            |
| Френк Крог               | Великий Тім             |
| Гарольд Бренна           | Залізний Майк           |

## Саундтрек
| Список треків | Список треків                  | Список треків |
| #             | Назва                          | Тривалість    |
| ------------- | ------------------------------ | ------------- |
| 1.            | «Main Theme»                   | 2:36          |
| 2.            | «The Miners Association»       | 3:22          |
| 3.            | «McLennon's Saloon Tune»       | 1:26          |
| 4.            | «The Sacred Cave»              | 3:48          |
| 5.            | «Chase from the Sacred Cave»   | 2:28          |
| 6.            | «Indians Lament»               | 1:33          |
| 7.            | «The Claims Office»            | 1:57          |
| 8.            | «McLennon's Piano»             | 0:56          |
| 9.            | «Escape with Sarah»            | 2:01          |
| 10.           | «Blizzard Chase (Pursuit)»     | 3:58          |
| 11.           | «With the Indians»             | 3:29          |
| 12.           | «The Cabin»                    | 4:34          |
| 13.           | «McLennon's Posse Wants Blood» | 1:54          |
| 14.           | «Burn Out»                     | 5:07          |
| 15.           | «Rock Maze Hunt»               | 5:37          |
| 16.           | «Massacre of Sheriff's Posse»  | 2:49          |
| 17.           | «Death in Sacred Cave»         | 3:27          |
| 18.           | «Arrest of McLennon»           | 1:43          |
| 19.           | «Gold on the Beach»            | 3:21          |
| 20.           | «End Credits»                  | 4:01          |